# Marcelo Wong
Marcelo Wong (Lima, Perú, 5 de julio de 1978) es un artista plástico peruano que logra reconocimiento nacional e internacional por su trabajo en escultura y diseño al proponer en sus obras formas suaves, redondeadas y frescas con una visión original y moderna. Él usó muchas técnicas de diferentes artistas.

## Estudio
- (1997-2003) Pontificia Universidad Católica del Perú. Lima-Perú (Escultura)
- (1994-1995) Escuela Nacional de Bellas Artes. Lima-Perú (Dibujo)

## Premios y reconocimientos
- 2009- Art en Capital. Salón de l'art actuel Comparaisons. Gran Palais. Paris-France
- “Cow Parade” Lima. Artista seleccionado. Lima-Perú
- 2008 -Primera Bienal de escultura en piedra “Tiwanaku”. La Paz - Bolivia
- Artista seleccionado para realizar esculturas de premio “ICONOS de DISEÑO”
- Organizado por la revista “Architectural Digest”. México DF, México
- 2007- First Tehran International Sculpture Symposium. Teherán, Irán. Fourth Place
- Third internacional Word sculpture Symposium. Unquillo-Córdoba, Argentina
- 2006- 4th International Istanbul Stone Sculpture Symposium. Fındıklı Park-Istambul, Turquía
- “Sculpture prize” first place. II Internacional exhibition "BEM DE MAZ".Brasilia, Brasil
- Palm Beach Sculpture Biennale. Selected artist. Florida, Estados Unidos.